# Champlainmeer
Het Champlainmeer (Engels: Lake Champlain, Frans: Lac Champlain) is een groot meer in Noord-Amerika, dat grotendeels in de Amerikaanse staten Vermont en New York ligt, terwijl het noordelijkste puntje tot in de Canadese provincie Quebec reikt. Het meer draagt de naam van de Franse ontdekkingsreiziger Samuel de Champlain, die het meer op een van zijn reizen in 1609 tegenkwam.

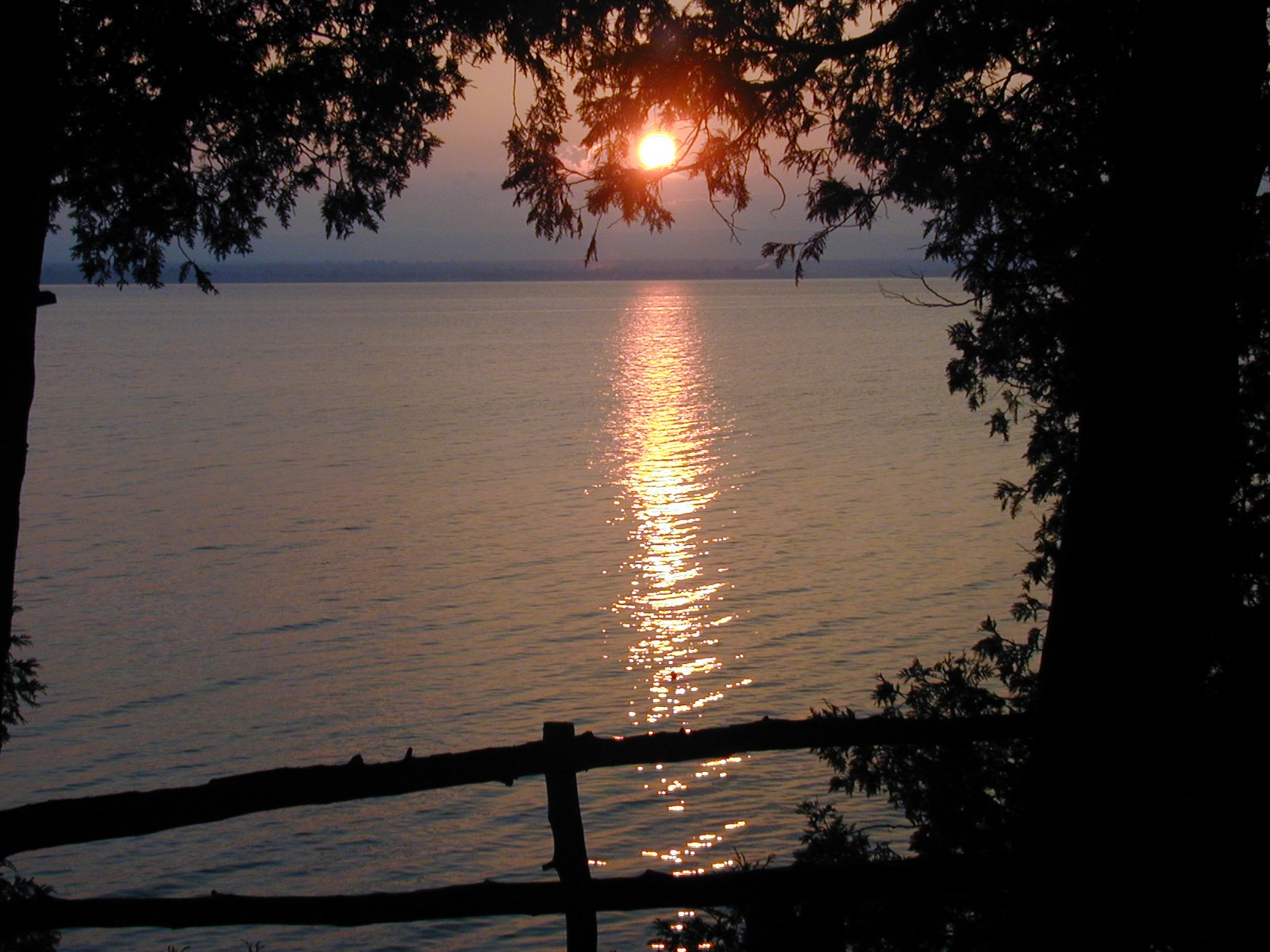
Zonsondergang op het Champlainmeer

Het Champlainmeer is een van talrijke meren die in een boog vanuit Labrador in Canada door de noordelijke Verenigde Staten tot bij de Northwest Territories van Canada strekken. Alhoewel dit meer qua grootte niet met de Grote Meren vergeleken kan worden, bevat het Champlainmeer een grote hoeveelheid zoet water. Het meer heeft een oppervlakte van 1 130 vierkante kilometer, en is 180 kilometer lang en tot 19 kilometer breed. Het meer bevat zo'n 80 eilanden, waarvan eentje een hele county van Vermont vormt.
Het meer, dat in het Champlaindal tussen de Green Mountains in Vermont en het Adirondackgebergte in New York ligt, is het op vijf na grootste zoetwaterreservoir in de Verenigde Staten en ligt ongeveer 30 meter boven zeeniveau. Het meer is in het noorden door de rivier de Richelieu verbonden met de Saint Lawrencerivier bij Montreal, terwijl de watertoevoer in het zuiden komt van de rivieren Otter Creek, Winooski, Missisquoi en Lamoille in Vermont en van de rivieren Ausable, Chazy en Saranac in New York. Dankzij de La Chute-rivier ontvangt het Champlainmeer ook water van het Georgemeer.
Het Champlainmeer was in de koloniale tijd een belangrijke verbindingsweg tussen de Sint-Laurens- en de Hudsonvallei, in de zomer over water, in de winter over het ijs. De havenplaatsen Burlington in Vermont en Port Henry en Plattsburgh in New York waren in de 18e en 19e eeuw belangrijke handels- en militaire havens. Vandaag worden ze nog door toerschepen, veerboten en plezierschepen aangedaan.

## Volksverhalen
Net als Loch Ness in Schotland en de Lac Memphrémagog in het Estriegebied van Quebec beschikt ook het Champlainmeer over zijn eigen criptozoölogische toeristenlokker met de naam Champ (Frans: Champy), een reusachtig waterdier wat van het meer zijn thuis gemaakt heeft. Champ wordt vandaag de dag nog maar sporadisch gezien, verschijnt echter geregeld op T-shirts, koffiebekers en andere souvenirs van de streek.